# Palatul Parlamentului
Palatul Parlamentului din București, România (cunoscut înainte de revoluția din 1989 sub numele de Casa Republicii sau Casa Poporului), măsoară 270 m pe 240 m, 84 m înălțime, și 92 m sub pământ realizat în spiritul arhitecturii realist socialiste. Are 9 niveluri la suprafață și alte 9 subterane. Conform World Records Academy, Palatul Parlamentului este  a treia cea mai mare clădire administrativă pentru uz civil ca suprafață din lume, cea mai scumpă clădire administrativă din lume, și cea mai grea clădire din lume.
Clădirea Palatului Parlamentului este situată în partea centrală a Bucureștiului (sector 5), pe locul care astăzi se cheamă Dealul Arsenalului, încadrat de  strada Izvor la vest și nord-vest, Bulevardul Națiunile Unite spre nord, Bulevardul Libertății la est și Calea 13 Septembrie la sud. Aceasta se află la 10 minute distanță de Piața Unirii și 20 de minute de Gara de Nord (cu autobuzul 123).
Dealul pe care se află astăzi Palatul Parlamentului este în general o creație a naturii, având o înălțime inițială de 18 m, dar partea dinspre Bulevardul Libertății este înălțată în mod artificial.
Se află pe locul 2 în lume la capitolul "cele mai costisitoare  proiecte de arhitectură făcute vreodată", clasament realizat de cel mai vizitat site de arhitectură din lume, ArchDaily. Deși a costat și costă enorm în bani, 70% este nefolosită, mare parte nefiind structurată pentru nevoile indivizilor ci pentru dorințele megalomanice ale lui Ceaușescu, cultul personalității punându-și amprenta pe acest edificiu.

## Construcția
După cutremurul din 4 martie 1977, dictatorul comunist Nicolae Ceaușescu a găsit pretextul pentru modificarea capitalei conform realităților politice, anume faptul că România era un stat socialist, astfel se dorea o arhitectură de tip realist socialistă. S-a preluat o idee a regelui Carol al II-lea din 1935, în al cărei proiect era prevăzută construirea Camerei Deputaților pe Dealul Arsenalului. Acest proiect fusese conceput de cei mai mari arhitecți ai vremii. În 1938 s-a anunțat începerea demolărilor în vederea deschiderii acestui ax. A venit al Doilea Război Mondial și lucrurile au rămas doar pe hârtie până în 1983, când a început construirea „Casei Poporului”, ceremonia oficială a așezării pietrei fundamentale având loc la data de 25 iunie 1984.
Clădirea are o suprafață desfășurată de 330 000 m2, înscriindu-se, după World Records Academy, la capitolul "Clădiri Administrative", pe locul 2 în lume după clădirea Pentagonului, iar, din punct de vedere al volumului, cu cei 2 550 000 m3 ai săi, pe locul 3 în lume, după clădirea de asamblare a rachetelor spațiale de la Cape Canaveral din Florida și după piramida lui Quetzalcoatl din Mexic. Pentru comparație se poate menționa că această clădire depășește cu 2 % volumul piramidei lui Keops din Egipt, și de aceea unele surse o caracterizează ca pe o construcție „faraonică”.
Început în timpul regimului comunist, (autointitulat „Epoca de Aur” a României și înlăturat în mod violent,  prin Revoluția din 1989), așa-numitul Proiect București a fost un proiect ambițios al cuplului Ceaușescu început în anul 1978, ca o replică a orașului Phenian, capitala Coreei de Nord. Un proiect de sistematizare exista încă din anii '30 (din timpul lui Carol al II-lea) pentru zona Unirii - Dealul Arsenalului.
După cutremurul din 1977 Nicolae Ceaușescu a ordonat „reconstruirea” Bucureștiului ca un nou oraș, de sine stătător. În anii 1978–1979 a avut loc un concurs la nivel național pentru reconstruirea Bucureștiului. Concursul a durat aproape 4 ani și a fost câștigat de Anca Petrescu, o tânără arhitectă de numai 28 de ani, care a fost numită arhitect șef a acestui proiect excepțional de controversat.
Șantierul propriu-zis a început în anii 1980 cu demolarea a peste 7 km2 din vechiul centru al capitalei și relocația a peste 40 000 de oameni din această zonă. Între clădirile dispărute se numără Mănăstirea Văcărești, Spitalul Brâncovenesc, Arhivele Naționale, Stadionul Republicii, etc. Lucrările s-au efectuat cu munca forțată a militarilor în termen și astfel costul a fost redus la minimum .
Acest proiect de reconstruire a Bucureștiului, cuprindea o serie de clădiri cum ar fi: Palatul Parlamentului - Casa Republicii, Ministerul Apărării Naționale, Casa Radio, Hotelul Marriott - Casa de Oaspeți, Casa Academiei Române, Parcul Izvor și Bulevardul Unirii - Victoria Socialismului.
În 1989 costurile clădirii erau estimate la 1.75 miliarde dolari SUA, iar în 2006 la 3 miliarde Euro .
Au muncit 20.000 muncitori, 5000 soldați, 700 arhitecți, o armată de așa-ziși „voluntari”, în condiții grele, 3 schimburi timp de 7 ani. Nu se știe numărul victimelor acesta fiind un subiect tabu, autoritățile comuniste nedorind publicarea datelor, cei ce au lucrat pe acest șantier declară că au fost victime, ținând cont de numărul victimelor de pe alte șantiere de amploarea „Casei Poporului” realizate în „epoca comunistă” putem afirma că au fost sute de morți.

### Dimensiunile clădirii
- lungime - 270 metri
- lățime - 245 metri
- înălțime - 86 metri (peste cota 0)
- adâncime 92 metri (sub nivelul solului)
- suprafața construită la sol - 66 000 metri pătrați

### Resurse folosite
Pentru realizarea acestei impunătoare clădiri s-au folosit: 
- 1 000 000 m3 de marmură
- 5500 de tone de ciment
- 7000 de tone de oțel
- 2 000 000 de tone de nisip[15]
- 1000 de tone de bazalt
- 900 000 m3 de esențe de lemn
- 3500 de tone de cristal
- 200 000 m3 de sticlă
- 15 000 de candelabre
- 220 000 m2 de covoare
- 3500 m2 de piele.

## Structura și compartimentarea
Pe verticală se disting trei registre, care corespund totodată și unor zone funcționale distincte.
Clădirea are aproximativ 1000 încăperi, dintre care 440 birouri, peste 30 săli și saloane, patru restaurante, trei biblioteci, două parcări subterane, o sală de concerte.
Numele sălilor și saloanelor din Palatul Parlamentului au fost alese după 1989, ele evocând evenimente importante din istoria poporului român sau personalități cunoscute pe plan mondial. Majoritatea sunt legate de aspirația românilor pentru Unire și de istoria parlamentarismului în România.
|  | Cât de lung este drumul parcurs de România în patru ani, de la prima vizită pe care am făcut-o aici, în februarie 1990! Ați reușit chiar să îmblânziți acest enorm palat, un palat al megalomanului, dar, de asemenea, o capodoperă a românilor. | — Catherine Lalumière |

#### Intrarea 13 Septembrie
Cuprinde un hol mare, flancat de coloane sculptate din marmură, legat de scara monumentală ce duce la etajul I, casa scării fiind deschisă la toate nivelele, creându-se un spațiu spectaculos.
Deasupra scărilor se poate observa o cupolă alcătuită din sticlă albastră și un candelabru. Scara, ce s-a vrut o copie a celei de la Palatul de Iarnă – Muzeul Ermitaj din Sankt Petersburg, are 30 m înălțime și 27 m lățime și conduce la birourile prezidențiale, astăzi cabinetul Președintelui Senatului. În interiorul holului, dispuse simetric față de intrare, sunt două saloane de primire.
Originalitatea acestui hol de intrare constă în motivul plafonului care se reflectă ca într-o oglindă în decorul solului, un mozaic inspirat de cel descoperit la Histria și care amintesc de prezența coloniilor grecești antice pe teritoriul nostru.

#### Sala Drepturilor Omului
Sala are o suprafață de 625 metri pătrați și este sala în care urmau să se țină ședințele Comitetului Politic Executiv al vechiului regim.
Sala este complet lambrisată cu lemn de stejar, colorat în diferite nuanțe.
Caracteristica acestei săli este modulul format din doi pilaștri din lemn de stejar, care se repetă la fiecare 6 m pe întregul perimetru al sălii, element întâlnit în arhitectura Renașterii italiene. Pe latura dinspre exterior sunt 5 ferestre cu ancadramentele puternic marcate cu sculpturi în lemn.
Un element în plus la această sală sunt oglinzile din ipsos patinat, cu ornamente din stuc. 
Plafonul este bogat ornamentat cu elemente din stucatură încadrate de un pătrat format dintr-o succesiune de casete din lemn având fiecare câte o plafonieră.
Candelabrul monumental, din cristal de Mediaș, al doilea ca mărime din clădire (cca. 2 tone) precum și masa circulară (din lemn de stejar machetat cu lemn de cireș), reprezintă un tot unitar în acest spațiu. Lemnul folosit aici este de proveniență autohtonă, stejar băițuit în diferite nuanțe. În această sală arhitectul a introdus ca stil renașterea, intercalând cu elemente artistice tradiționale ale arhitecturii românești. Șildurile și clanțele, ca și cache-radiatoarele sunt executate de artiști plastici după desenele arhitecților.
Fundalul sălii este diferit de restul tratării decorative având panouri complet lambrisate și sculptate în lemn pe care urma să se pună harta României.
Covorul prezent în această sală respectă decorul parchetului de stejar colorat în diferite nuanțe precum și modelul candelabrului. 
Toate covoarele au fost lucrate la Cisnădie din lână, din piese mici și apoi asamblate (cusute) în fiecare sală, corespunzător cu dimensiunea încăperii.
În afara celor 60 de scaune prezente în jurul mesei, perfect identice, lucrate din lemn de stejar și tapițerie de catifea, ar fi trebuit să mai existe unul: un fotoliu cu tapițerie cusută din aur și argint care să le domine pe celelalte, situat mai sus decât celelalte, care ar fi trebuit să fie al președintelui, în dreptul peretelui care ar fi trebuit să susțină și harta țării.

#### Galeria de Onoare și holul Intrării Oficiale

Sala de ședințe a Camerei Deputaților

Este un culoar lung de 150 m și lat de 18 m, cu uși glisante din stejar în trei zone distincte, cu geam de cristal, construite pe schelet metalic.
Galeria conduce către spațiile reprezentative ale corpurilor de clădire. Ea se găsește în latura de est a edificiului, cu deschidere spre Piața Unirii. Acest spațiu a început să capete formă printr-un concurs de propuneri de finisare, acestea materializându-se prin prezentarea de machete de la scara 1/21 la mărime naturală în șantier.
Ca finisaj, plafoanele sunt realizate cu stucaturi din ipsos, cu elemente florale, având ca bază de inspirație elemente din arhitectura brâncovenească.
Pardoseala din zona centrală este concepută în forma unui mare covor, cu marmură albă și Căprioara bej, și o bordură de elemente decorative, compoziție în alcătuirea căreia, pe lângă cele din marmura albă de Rușchița și cea bej de Căprioara, mai intră și roșul și negrul de Moneasa.
Apoi cele 34 coloane ce sprijină bolțile sunt de formă octogonală și sunt realizate din marmură albă cu elemente decorative sculptate. Aici a mai fost folosită și marmura roz de Rușchița. 
Galeria este iluminată natural de 14 ferestre și porți-ferestre. Iluminarea este completată și de 67 lustre din cristal. Decorul ei reia în fiecare latură a Galeriei de Onoare planul Zonei 1 din Palatul Parlamentului.
Un element interesant îl reprezintă cele două uși glisante ce separă trei tronsoane. Aceste uși sunt realizate din lemn de stejar, pe schelet metalic cu geamuri de cristal cu aplicații de decorații din lemn. Măștile ce maschează nișele de calorifer sunt realizate din alamă cu elemente florale, având tot stilul brâncovenesc ca izvor de inspirație, executate de artiști plastici. Corpurile de iluminat sunt executate din alamă și cristal de Mediaș.
Draperiile și covoarele sunt realizate în nuanțe de roșu englez siena.
Această galerie se intersectează cu intrarea oficială (C4), dinspre Bulevardul Unirii.
Aici se află cele două scări monumentale, având fiecare câte o fereastă înaltă de 16 m, acoperite cu draperii ce se spală manual, fiecare cântărind aproximativ 250 kg. Această parte a Palatului (atât Galeria de Onoare cât și scările) a fost refăcută de mai mult de cinci ori, datorită dorinței lui Ceaușescu de a vedea machetele lucrărilor executate la scara 1:1. Scările au o înălțime a treptelor de doar 14–16 cm, comandate special să se potrivească înălțimii mici a conducătorilor, care nu voiau să obosească urcând. Ele conduc la etajul 1 al Palatului, unde se află sala A. I. Cuza, sala de ședințe în plen a Camerei Deputaților etc.

#### Sala Nicolae Bălcescu
Sala poartă numele marelui om politic, istoric, gânditor democrat și revoluționar român Nicolae Bălcescu (1819-1852).
Sala are capitelele coloanelor grecești dorice, din bronz.
Marmura roz folosită pentru aceste coloane este de Rușchița, iar candelabrele precum și aplicele proiectate de arhitecți sunt executate de artiști plastici la Mediaș.
De remarcat că draperiile din mătase sunt țesute la Sighișoara în tehnica brocart și conferă spațiului un maximum de ambient și frumusețe.
Covorul înflorat este țesut la Cisnădie, iar măștile care acoperă radiatoarele sunt lucrate manual, din alamă.
În această sală se regăsește singurul material din clădire care nu este românesc și anume lemnul de mahon, de altfel foarte prețios, din care sunt făcute ușile. Acesta este un cadou primit de Ceaușescu din partea prietenului său, Mobutu Sese Seko, președintele statului Zair (azi Republica Democrată Congo).

#### Sala Nicolae Iorga
Sala poartă numele lui Nicolae Iorga (1871 – 1940), istoric, orator, om politic și scriitor, membru al Academiei Române, prim ministru în anul 1930.
Sala este decorată cu aceleași esențe de lemn pentru tavan și pereți, predominând lemnul de stejar. Casetoanele formate între stâlpii de lemn sunt îmbrăcate cu mătase, material din care sunt făcute și draperiile.
Mobilierul este art-deco (monument stilistic la mijlocul anilor ’20-’30, socotit multă vreme ca o prelungire a Art nouveau-lui si Jugendstil-ului).
Pereții sunt ornamentați cu lucrările artiștilor: Margareta Sterian – "Flori stilizate" și "Vas cu flori", Nicolae Blei - "Vas cu flori și flori de masă", "Toamna la Andriașu", "Vas cu flori" și "Primăvara la Andriașu" (post-impresionist), Gheorghe Simion - "Crizanteme cu vioară" (realismul artei de la 1900), Zamfir Dumitrescu - "Flori în peisaj de toamnă" (stilul picturilor flamande).

### Sala A.I. Cuza
Sala care poartă numele domnitorului Țării Românești și al Moldovei a fost terminată înainte de anul 1989, și era destinată a fi sală de protocol la cel mai înalt nivel: "Sala de seminare de documente și tratative", ce s-ar fi numit România. Aceasta este una din sălile cele mai impozante ale Palatului, cu cea mai mare înălțime (circa 20 m), și a doua ca suprafață - 2.040 m².
Această sală este situată în axul principal al palatului, cu deschidere printr-o logie amplă către Piața Constituției și Bulevardul Unirii.
Sala, cu un fond de culoare roz, are o arhitectură eclectică având ca element principal de compoziție coloana angajată cu capitel în stil corintic și cu fusul coloanei prelucrat cu motive ornamentale tradiționale arhitecturii stilului Brâncovenesc. Coloanele sunt din marmură albă de Rușchița.
Alte elemente ce participă la arhitectura interioară a sălii sunt ușile monumentale sculptate cu motive decorative, încadrate în rame de marmură și măști de radiatoare turnate în alamă, bogat ornamentate.
Plafonul, compus din 7 luminatoare ritmate, pe traversele sălii, executate din tablă aurită, este croit în boltă (candelabru ascuns).
Draperiile din brocart de catifea cusute cu fir de aur subliniază luxul acestei săli. Pe peretele fundal se află un arc central puternic, luminat pe contur, flancat de două coloane. 
Și această sală trebuia să dispună de tronul conducătorului, iar pentru buna desfășurare a activităților s-a dispus construirea unui balcon în care era instalată orchestra, cu o capacitate de 31 oameni, cu acces de la un nivel superior.
Astfel, sala a găzduit în anul 1995, concertul dirijat de Yehudi Menuhin, în cadrul redeschiderii Festivalului Internațional de Muzică "George Enescu".
Această sală a concentrat, în realizarea sa, un număr mare de meseriași din capitală și din țară, maeștri ipsosari, modelatori, artiști plastici, specialiști în marmură sculptată, etc.

### SalaIon I. C. Brătianu
Sala, situată în axul palatului, la parter, este medie ca suprafață. Grație celor două curți interioare care o înconjoară, luminozitatea acestei săli este excepțională, intensificată și de lustrele și aplicele care reproduc candelabrele de epocă.
Este formată dintr-un spațiu central cu o deschidere de 42 m flancată pe cele doua părți înspre curțile interioare de două nave laterale de 6 m.
Spațiul central este despărțit de spațiile laterale de o suită de coloane libere, îmbrăcate în marmură.
Decorația perimetrală este ritmată de un sistem de arce și pilaștri din marmură bogat ornamentată. Decorația din marmură se îmbină cu decorația realizată în aceeași manieră din stuc atât la pereți cât și la tavan. Tavanul are o scafă circulară tangentă la pătratul format de spațiul central, este bogat ornamentat cu o amplă rozetă centrală în axul căreia se află un candelabru spectaculos. Tot în cadrul rozetei circulare perimetral sunt suspendate candelabre de dimensiuni mai mici. 
Pardoseala preia principiile compoziționale ale tavanului având o rozetă mare, centrală, cu elemente geometrice compuse din sortimente de marmură din diferite cariere, totul autohton.
Draperiile de catifea roșie cu fir de aur și argint, cu pasmanterii și ciucuri sunt brodate de călugărițele din mănăstirile Agapia și Văratec.
Ea s-a numit inițial Sala Provinciilor pentru că într-o tematică inițială trebuia să simbolizeze prin decorare județele țării, lucru care nu s-a mai realizat.

### Sala Take Ionescu
Sala Take Ionescu este folosită în general pentru târguri, expoziții, cocktail-uri, cel mai adesea împreună cu sala Unirii, care o continuă.
Din sala Ion I. C. Brătianu se intră într-un spațiu tampon care conține circulațiile verticale, scările și lifturile de acces la Sala Unirii, considerat foaierul propriu-zis al acestei săli. Foaierul, flancat de cele două noduri de circulație verticală, are o deschidere de 42 m, cuprins între două colonade și două nave laterale de 6 m.
Colonadele sunt din marmură albă, ca și ancadramentele celor cinci uși de acces în Sala Unirii. Decorația este concepută într-o manieră ce amintește de arta orientului antic, având atât tavanul cât și restul elementelor de stucatură realizate în acest fel.
De remarcat ușile monumentale, cu arce în plin centru foarte bogat sculptate. Iluminarea este foarte bogată dat fiind că acest spațiu nu beneficiază de lumină naturală (12 candelabre și 26 de aplice din cristal de Mediaș). Tavanul este acoperit de o foiță de aur, iar prin orificiile din cadrul său circulă aerul natural, Ceaușescu nevrând să apeleze la sistemul cu aer condiționat, de frica otrăvirii.
Pardoseala are un câmp central simplu și motive ornamentale marginale unde predomină elementele geometrice și florale.
În această sală sunt expuse lucrări de pictură și artă decorativă – tapiserii. Printre pictori se numără Angela Brădean – "Coșul cu trandafiri", Marin David – "Grădina păcii" și Vasile Celmare care deși a făcut și pictură monumentală, nu s-a îndepărtat de pictura de gen cum ar fi "Interior", "Magnolii" sau "Flori".
Tapiseriile expuse sunt "Toamnă II" de Ovidiu Moga și "Unirea" de Maria Nemeș.
Expunerea lor urmărește să dea o imagine succintă asupra dezvoltării acestor genuri de artă.

### Sala Unirii
La 22 decembrie 1994 sala a fost inaugurată cu ocazia celei de-a cincea comemorări a Revoluției române din 1989.
Sala Unirii a fost proiectată pentru marile recepții care ar fi avut loc la nivel de șef de stat în această clădire. Denumirea ei inițială a fost "Sala de banchete", ceea ce a atras după sine și o tratare arhitecturală cu fast a acestei săli. Spațiul interior este cel mai amplu (fiind a doua ca înălțime) dintre sălile Centrului Internațional de Conferințe, de excepție, din întregul palat. Este rodul multor zile și nopți de lucru, atât pentru arhitecții, cât și pentru constructorii și artiștii plastici români.
Este compusă dintr-o navă mare centrală (18/54m), cu un luminator central bogat ornamentat (din aluminiu turnat, acoperit cu slagmetal auriu) și două nave laterale (6x42m), despărțite între ele prin două colonade. Nava principală are înălțimea medie de 15m, iar cele două laterale de 12,50m cu plafoanele rezolvate cu intersecții de cilindri.
Coloanele au caneluri în stil românesc, cu capitel corintic și sunt din marmură albă de Rușchița. Pereții au oglinzi de ipsos cu ancadramente din marmură albă de Rușchița bogat ornamentate. Fundalurile sunt tratate aproape identic cu un arc puternic foarte ornamentat și câmpul din marmură albă. Tavanul este din sticlă.
Date fiind dimensiunile sălii, pe latura lungă de intrare, ușile au fost tratate ca portale monumentale, casetate cu intarsii din lemn de cireș, iar rama din marmură albă, cu motive inspirate din arhitectura tradițională românească.
Sala se deschide direct către exterior, către parc, prin niște uși – ferestre înalte de 8m cu ornamente metalice din inox.
Luminatorul care ocupă aproape toată nava centrală este executat de către artiștii plastici cu elemente din aluminiu turnat acoperit cu șlagmetal auriu.
Covorul imens (1100 m²) care acoperă toată partea centrală a sălii, a fost proiectat special pentru acest spațiu, având elemente preluate din decorurile sălii. Are o greutate de cca. 3t, drept pentru care e nevoie cam de 35 de oameni pentru a-l desfășura. Nu este expus în permanență, sala fiind foarte des folosită pentru târguri și expoziții naționale și internaționale.
La fel ca și în foaierul dinaintea sălii, ecoul este foarte puternic.
Pe pereții din capetele sălii trebuiau să stea portretele celor doi soți , având fiecare 10 m înălțime.

### Sala C.A.Rosetti
Sala C. A. Rosetti este  sală de spectacole a Centrului Internațional de Conferințe ce găzduiește, de asemenea, conferințe, concerte, piese de teatru etc.
Ca arhitectură interioară se remarcă elementele stilului cubist, art-deco (scaune) în culori în care predomină ocru-auriu, conferindu-se astfel sălii o anumită intimitate.
Covoarele sunt în semicerc, ca și băncile care circumscriu spațiul central.
Întreaga încăpere este dominată de imensul candelabru central, cel mai important din întreaga clădire (5t).

## Istoria clădirii după 1989
Din 1994 în clădire funcționează Camera Deputaților, după ce sediul inițial al instituției, Palatul Camerei Deputaților, a fost donat de stat Bisericii Ortodoxe Române. Începând din 2004 aici se află și Senatul României, inițial fiind găzduit în fosta clădire a Comitetului Central al Partidului Comunist Român. De asemenea, Palatul Parlamentului găzduiește în numeroasele sale săli și saloane, o întreagă varietate de evenimente, expoziții sau întâlniri.
În perioada 2003-2004 a fost construită o anexă din sticlă de-a lungul ascensoarelor exterioare. Această construcție are ca scop facilitarea accesului la Muzeul Național de Artă Contemporană (MNAC), deschis în 2004, după o reamenajare în aripa vestică a palatului. În aceeași perioadă, un proiect ce susținea arborarea unui steag uriaș a fost anulat ca urmare a protestelor venite din partea publicului.
[Un drapel se afla deja arborat pe clădire dar a fost îndepărtat împreună cu suportul.]
Restaurantul, accesibil doar politicienilor, a fost renovat, proiect urmat de amenajarea unei piscine, saune și a unor facilități sportive la nivelul 1 al subsolului.
De asemenea, din 1995, clădirea găzduiește sediul Inițiativei de Cooperare Sud-est Europeană , o organizație ce are ca scop o colaborare pentru reducerea nivelului criminalității transfrontaliere în țările membre.
O mare parte din clădire (aripa vestică, o parte din aripa de est, o parte din al doilea nivel, nivelul 3 subsol și celelalte aflate sub acesta), urmează a fi terminate. Între timp, o parcare subterană se construiește în locului unui fost stadion, momentan folosit ca depozit, care a fost acoperit în timpul construcției palatului. De asemenea, se are în plan construirea unor tunele ce leagă Calea 13 Septembrie cu subsolul clădirii.
Palatul este deschis vizitării de către turiști și oferă și programe de vizitare în mai multe limbi de circulație internațională.